# Шевчук, Александр Андреевич
Александр Андреевич Шевчук (1921—2011) — советский и российский писатель, поэт; член Союза писателей России (1997). Старший брат писателя Василия Шевчука.

## Биография
Александр Шевчук родился 20 августа 1921 года на хуторе в урочище Торчин села Бараши, Барашевская волость, Житомирский уезд, Волынская губерния, в крестьянской семье. В 1933 году, после голодомора, вместе с семьёй переселились в Псковскую область и жили в селе Петровское.
В 1937 году Шевчук вместе с семьёй вернулись в Бараши. Он отправился в город Коростень и там устроился на строительство гидроэлектростанции. После этого работал в локомотивном депо станции «Коростень».
В 1940 году Александра Шевчука призвали на военную службу на Балтийский флот. Участник боевых действий в период Великой Отечественной войны. Служил сигнальщиком на сторожевом катере МО-201 и на других кораблях Балтийского флота. Тяжело ранен 1 сентября 1942 года, награждён орденом Отечественной войны I степени, медалями «За боевые заслуги», «За оборону Ленинграда», «За победу над Германией в Великой Отечественной войне 1941—1945 гг.».
После войны снова работал на строительстве и речном транспорте. Окончил Литературную студию при ЦК ЛКСМ Украины.
Позже вернулся на север — в Ленинград. Там оставался до последних дней своей жизни.
Александр Шевчук умер в декабре 2011 года.

## Творчество
В 1956 году в Киеве вышла первая книга стихов «Море шумит». Потом был ряд публикаций в журналах «Радуга», «Аврора», в различных газетах. В 90-х годах увидели свет несколько сборников стихов и прозы.
В 1997 году Александр Шевчук стал членом Союза писателей России. В 2001 году ему присудили премию имени В. С. Пикуля с вручением золотой медали.
Одна из его книг «Умирать не имею права» издавалась трижды, последнее издание вышло в 2010 году.

## Работы
- Море шумит: Стихи. Киев, 1956;
- Вид с Касьяновой горы. СПб., 1991;
- Я жил в такие времена!: Стихи. СПб., 1995;
- Боевая тревога. СПб., 1993;
- Мы и они. СПб., 1996;
- Ты — гуцул и я — гуцул: Стихи. СПб., 1997;
- Сюжеты. СПб., 1998;
- Умирать не имею права. СПб., 1999;
- Жестоко днесь… горим и тонем. СПб., 1999;
- Одиннадцатая навигация. СПб., 2000;
- В трехколесном году. СПб., 2000;
- Здравствуй, Ладога: Докум. повесть. СПб., 2001;
- Мой самый младший брат: Повесть. СПб., 2002;
- Умирать не имею права: Повести, рассказы, стихи. СПб., 2010.